# Stor kraterlav
Stor kraterlav (Gyalecta peziza) är en lavart som först beskrevs av Mont., och fick sitt nu gällande namn av Martino Anzi. Stor kraterlav ingår i släktet Gyalecta, och familjen Gyalectaceae. Enligt den finländska rödlistan är arten sårbar i Finland. Arten är reproducerande i Sverige. Artens livsmiljö är fjällhedar.